# ERI1
ERI1 (англ. Exoribonuclease 1) – білок, який кодується однойменним геном, розташованим у людей на 8-й хромосомі. Довжина поліпептидного ланцюга білка становить 349 амінокислот, а молекулярна маса — 40 064.
| 10         |  | 20         |  | 30         |  | 40         |  | 50         |
| ---------- |  | ---------- |  | ---------- |  | ---------- |  | ---------- |
| MEDPQSKEPA |  | GEAVALALLE |  | SPRPEGGEEP |  | PRPSPEETQQ |  | CKFDGQETKG |
| SKFITSSASD |  | FSDPVYKEIA |  | ITNGCINRMS |  | KEELRAKLSE |  | FKLETRGVKD |
| VLKKRLKNYY |  | KKQKLMLKES |  | NFADSYYDYI |  | CIIDFEATCE |  | EGNPPEFVHE |
| IIEFPVVLLN |  | THTLEIEDTF |  | QQYVRPEINT |  | QLSDFCISLT |  | GITQDQVDRA |
| DTFPQVLKKV |  | IDWMKLKELG |  | TKYKYSLLTD |  | GSWDMSKFLN |  | IQCQLSRLKY |
| PPFAKKWINI |  | RKSYGNFYKV |  | PRSQTKLTIM |  | LEKLGMDYDG |  | RPHCGLDDSK |
| NIARIAVRML |  | QDGCELRINE |  | KMHAGQLMSV |  | SSSLPIEGTP |  | PPQMPHFRK  |

A: Аланін

C: Цистеїн

D: Аспарагінова кислота

E: Глутамінова кислота

F: Фенілаланін

G: Гліцин

H: Гістидин

I: Ізолейцин

K: Лізин

L: Лейцин

M: Метіонін

N: Аспарагін

P: Пролін

Q: Глутамін

R: Аргінін

S: Серин

T: Треонін

V: Валін

W: Триптофан

Кодований геном білок за функціями належить до гідролаз, екзонуклеаз, нуклеаз, фосфопротеїнів. 
Задіяний у таких біологічних процесах, як процесинг рРНК, РНК-залежне заглушення генів. 
Білок має сайт для зв'язування з іонами металів, іоном магнію, РНК. 
Локалізований у цитоплазмі, ядрі.